# 東川徳治
東川 徳治（ひがしかわ とくじ、明治3年3月16日（1870年4月16日） - 1938年（昭和13年））は戦前日本の中国法制史学者。臨時台湾旧慣調査会補助委員、法政大学講師、東北帝国大学附属図書館事務嘱託。大町桂月と親交があった。

## 経歴

### 修学
明治3年（1870年）3月16日土佐国（高知県）に生まれた。1881年（明治14年）小学校を卒業して佐川村に移り、佐川中学分校に入学した。1883年（明治16年）廃校後、伊藤蘭林・山本迂斎に漢学を学んだ。1886年（明治19年）高知に出て、奥宮暁峰・松下武重に経学を学んだ。
1888年（明治21年）大坂に出て、梅清処塾で山本梅崖に古文辞学・英学・数学を学び、1889年（明治22年）塾長となった。また、藤沢南岳・菊池三渓に経学・詩文、関西法律学校で法律を学んだ。

### 教育・報道
1892年（明治25年）鹿児島に私塾を開き、漢学を教えた。1893年（明治26年）岐阜師範中学補充学校教助となり、漢学・歴史・作文を担当し、野村藤陰に漢文法、前田某に英学を学んだ。1894年（明治27年）佐川村に帰郷して私塾を開き、漢学その他を教えた。
1897年（明治30年）台湾総督府澎湖島国語伝習所助教諭となり、日本語を教えた。1898年（明治31年）仙台に移って千頭清臣宮城県知事官房秘書係となり、1899年（明治32年）『三陸海嘯誌』を編集した。
1900年（明治33年）帰京し、10月頃から『富士新聞』論説欄を担当しながら、和仏法律学校校外生として法律を学んだ。1901年（明治34年）7月頃根室に移り、『根室時事新聞』主筆を務めた。1903年（明治36年）帰京し、法政大学校外生となった。

### 中国法制研究
漢学の素養を活かせる職を求めたところ、1904年（明治37年）6月梅謙次郎の推薦で臨時台湾旧慣調査会第一部（法制部）に採用され、岡松参太郎の下で中国・台湾の親族法を実地調査し、『台湾私法』を編纂した。1907年（明治40年）6月30日京都帝国大学法科大学内臨時台湾旧慣調査会行政科（京都公司）嘱託、1911年（明治44年）2月23日補助委員となり、『清国行政法』第5巻第3編（司法行政）を担当した。
1915年（大正4年）5月31日解任されて帰京した。1916年（大正5年）総督府の命で福建省の教育・宗教を調査すると同時に、「支那法制辞典」編纂に取り組んだ。1917年（大正6年）頃法政大学講師となり、経書を講義した。1919年（大正8年）3月台湾に出張して調査報告を行った。

### 東北帝大勤務
1921年（大正10年）3月仙台に単身赴任し、岡松参太郎の推薦で東北帝国大学附属図書館事務嘱託となり、法文学部設置に向けて狩野文庫・長谷川文庫を整理し、開設後も蔵書整理に当たった。この頃舌・手が不自由となった。
1932年（昭和7年）1月31日法文学部講師となるも、3月10日辞職し、11月1日図書業務も解かれて帰京した。1933年（昭和8年）名古屋に転居し、1938年（昭和13年）港区惟信町多賀良浦で死去した。

## 著書
- 1903年（明治36年） 『法律と家庭』（前田運吉と共著）
- 1904年（明治37年） 『六法辞解』（前田運吉と共著）
- 1904年（明治37年） 『日露戦史第一編』
- 1908年（明治41年） 『法律新辞典』（前田運吉と共著）
- 1915年（大正4年） 『支那法制史論』
- 1917年（大正6年） 『博士梅謙次郎』
- 1919年（大正8年） 『南支ニ於ケル教育及ヒ宗教ノ変遷』
- 1924年（大正13年） 『支那法制史研究』
- 1930年（昭和5年） 『典海』
当初明清代を中心に「支那法制辞典」を編集したが、穂積陳重の依頼で歴代に対象を広げ、題名を改めた。1924年（大正13年）から斎藤報恩会の助成を受けた[2]。
- 1933年（昭和8年） 『増訂支那法制大辞典』（『典海』第2版）

## 栄典
- 1919年（大正8年） 勲八等白色桐葉章[1]

## 交友
生涯親交した大町桂月は従兄弟ともいい、1903年（明治36年）その弟子田中貢太郎を牛込区天神町の自宅に滞在させたり、1918年（大正7年）アルコール中毒となった桂月を入院させた。

## 親族
- 兄：久万太郎[1]
- 長女 - 名古屋市中区広池町広瀬健三と結婚[1]。
- 姪 - 森崎久吉と結婚[1]。
- 姪 - 1917年（大正6年）3月新小川町三丁目の蒔絵師田口歌太郎と結婚[1]。子の定之はサンパウロで画廊を経営する[5]。